# Chien d'élite

Chien d'élite (Top Dog) est un film américain réalisé par Aaron Norris en 1995.

## Synopsis
À San Diego, un chien policier nommé Reno mène l'enquête avec l'officier Lou Swanson. Lou Swanson est assassiné par des terroristes fascistes. Jake Wilder est mis sur l'affaire du meurtre.

## Fiche technique
- Titre original : Top Dog
- Titre français : Chien d'élite
- Réalisation : Aaron Norris
- Production : Andy Howard
- Genre : comédie policière
- Date de sortie : 26 juillet 1995 aux États-Unis
- Durée : 1 h 25
- Distribution : Metropolitan Filmexport

## Distribution
- Chuck Norris (VF : Bernard Tiphaine) : Jake Wilder
- Michele Lamar Richards : Savannah Boyette
- Erik von Detten : Matthew Swanson
- Carmine Caridi : Lou Swanson
- Clyde Kusatsu : Ken Callahan
- Kai Wulff : Otto Dietrich
- Peter Savard Moore : Karl Köller
- Francesco Quinn : Mark Curtains